# Едвард Біл
Едвард Біл (англ. Edward Bil; уроджений Едуард Юрійович Біль; нар. 21 січня 1996, Тирасполь, ПМР) — російський блогер і пранкер.
Потрапив до бази «Миротворець» за нібито участь у бойових діях на території Донецької області в складі бандформування «Сомалі».
9 листопада 2022 року на своїй трансляції прокоментував війну в Україні такими словами: «Специальная военная операция началась 24 февраля, меня посадили 21 марта. У меня даже мысли не было, того, что что-то будет не так, ну типо заднюю там давать, типо не дай Бог. То что происходит, целиком и полностью делается и ну то есть, подсознательно подразумевается для блага русских людей, то есть и в целом для Российской Федерации.»
Повторює наративи російських пропагандистів.

## Біографія
Народився 21 січня 1996 року в неблагополучній сім'ї. Точної інформації про місце його народження немає: за однією версією — це Дудінка (Красноярського краю), за іншою — Тирасполь (Молдова). Згідно допиту від 2 квітня 2021 року живе в Москві з 14-річного віку.
Вихованням Едуарда і його старшого брата Артура займалася бабуся — Ніна Григорівна.
20 липня 2024 року Едварда Біла затримали в центрі Москви після їзди на самокаті у формі співробітників Державтоінспекції. На нього склали адміністративні матеріали за статтею про дрібне хуліганство. Міщанський суд Москви призначив Едварду Білу 13 діб адміністративного арешту.
30 липня 2024 року Нікулінський районний суд Москви призначив Едварду Білу 14 діб арешту за статтею «організація масового скупчення громадян, що спричинило порушення громадського порядку» під час їзди на самокаті у формі даішника.
31 липня 2024 року приблизно о 23:00 Едвард Біл був екстрено госпіталізований зі спецприймальника з підозрою на зараження крові. Все це наслідки падіння з самоката в травні 2024 року, через яке блогер отримав відкритий перелом, але вилікувався не до кінця. Тиждень тому нога знову захворіла і почала опухати на місці перелому. Йому може загрожувати ампутація лівої ноги.

## Участь у збройному конфлікті на сході України
У мережі поширено відео, на якому Біл стверджує, що відправився добровольцем на Донбас, де в 2015 році у 19-річному віці виступав на стороні самопроголошеної «ДНР» в складі батальйону «Сомалі» Народного ополчення Донбасу.
У 2020 році в інтерв'ю Ксенії Собчак Біл заявив, що відео є фальсифікацією, а сам він проходив строкову службу в Калузі.

## Пранкерська діяльність
Першу популярність здобув восени 2018 року завдяки своїм провокаційним відео з пранками. Надалі записував розіграші водіїв, співробітників ДПС, і багато інших.
У жовтні 2018 року YouTube тимчасово блокував його аккаунт. В даний час у Youtube -каналу Едварда 6,8 мільйона підписників.
Особливо популярним став ролик, на якому пранкер нокаутує продавця пилососів ударом ногою з розвороту в голову в одному з торгових центрів. Бійкою зацікавилися правоохоронні органи, однак блогеру вдалося уникнути покарання, компенсувавши потерпілому завдані збитки. Після скандалу з охоронцем Біл на деякий час виїхав до Таїланду, а потім повернувся в Росію і продовжив знімати провокаційні ролики.
Також відомий тим, що розбив і втопив кілька власних елітних автомобілів.
У червні 2019 року представники Громадської палати РФ звернулися до міністра внутрішніх справ Володимира Колокольцева з проханням перевірити декількох відеоблогерів, які, на їхню думку становлять небезпеку для суспільства, в тому числі Едварда БІла.
Деякий час займався благодійністю, роздаючи гроші на вулиці.
Наприкінці 2019 року Едвард вмонтував рекламу казино в ролик про благодійну акцію в дитячому будинку, за що його різко критикували.
У 2019 році брав участь в «Битві блогерів» і фестивалі «Ритм мого міста» на російському ВДНГ.

## Кримінальне переслідування за ДТП в Москві 1 квітня 2021 року
1 квітня 2021 року в місті Москві об 11:40 на Новінському бульварі при виїзді з тунелю в бік Смоленської площі на зовнішній стороні Садового кільця сталося ДТП, в результаті якого зіткнулися 5 автомобілів. Причиною став виїзд автомобіля Audi RS6 на зустрічну смугу, за кермом якого перебував Біл. Намагаючись уникнути покарання за вчинення ДТП, він пересів з водійського сидіння автомобіля на пасажирське. Як виявилося, автомобіль був знятий з обліку і їздив за підробленими номерами, а на цій машині скоєно понад 400 порушень швидкісного режиму.
Самостійно покинути пошкоджені автомобілі потерпілі не змогли. Всім їм була надана медична допомога. В результаті ДТП серйозно постраждала консультант Держдуми Марія Артемова, водій автомобіля Volkswagen. У важкому стані вона була госпіталізована до НДІ ім. Скліфосовського.
За фактом ДТП порушено кримінальну справу за ознаками складу злочину, передбаченого частиною 1 статті 264 КК РФ. В результаті медичного огляду алкоголь і наркотичні речовини в крові Біла не були виявлені.
2 квітня 2021 року Біл зізнався, що перебував за кермом тієї самої машини Audi RS6.
3 квітня 2021 року Тверський районний суд міста Москви призначив йому запобіжний захід у вигляді заборони певних дій на термін до 1 червня 2021 року, заборонивши йому виходити за межі житлового приміщення, спілкуватися з учасниками кримінального судочинства без письмового дозволу слідчого, а також користуватися телефоном (за винятком виклику швидкої медичної допомоги або інших видів служб) і інтернетом. Також йому заборонили відвідувати масові заходи і брати участь в них; керувати транспортними засобами; виходити з дому вночі з 22:00 до 8:00.
14 липня 2021 року суд засудив блогера до двох років обмеження волі, а також позбавив прав на водіння автомобілем на 3 роки. За апеляційною скаргою було винесено відмову.
22 вересня 2021 року вирок набув чинності. 16 грудня Другий касаційний суд скасував вирок Едварду, прокуратура вважала його занадто м'яким.
11 лютого 2022 року одна з потерпілих заявила, що згодна з першим вироком, а також вважає що Біл все усвідомив, що вона його пробачила.
21 березня 2022 року Пресненський суд Москви засудив Едварда Біла до одного року і двох місяців колонії загального режиму. Частину покарання в рамках попереднього вироку Біл встиг відбути. У зв'язку з цим суддя зарахувала цей час. Пом'якшуючими обставинами суд врахував наявність у нього двох малолітніх дітей, а також часткове погашення збитку.
3 листопада 2022 року Біл покинув колонію. Його дружина Діана опублікувала фото з ним з салону автомобіля, а також записала коротке відео, на якому радісно повідомила, що Едвард знаходиться поруч з нею. Артемова, постраждала в аварії, сказала, що рада за блогера, адже тепер він може повернутися до сім'ї.

## Родина
У жовтні 2016 році одружився з Діаною.
У 2017 році у подружжя народилася дочка Емілі.
У березні 2021 року Едуард розлучився з дружиною.
24 грудня 2021 року в Сім'ї Едварда народився син, його назвали Оскар.